# برق بادی در ترکیه

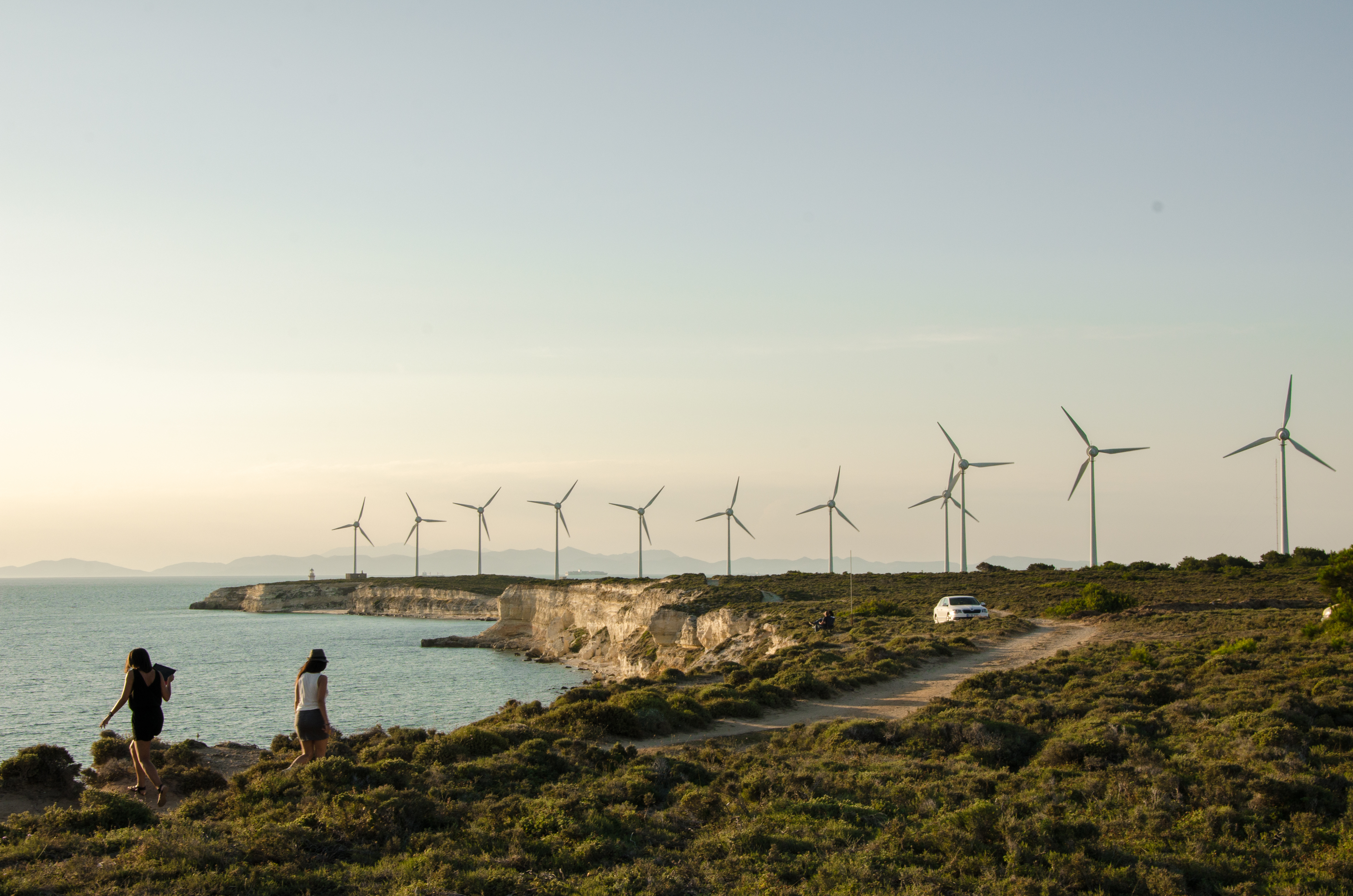
توربین‌های بادی در جزیره گوکچه‌آدا (ایمبروس)

برق حاصل از نیروی بادی حدود ۱۰ درصد از برق ترکیه را تولید می‌کند که بیشتر آن در غرب آن و در مناطق دریای اژه و مرمره قرار دارد و به تدریج در حال تبدیل شدن به سهم بیشتری از انرژی‌های تجدیدپذیر در این کشور است.
تا سال ۲۰۲۳، ترکیه دارای ظرفیت ۱۱ گیگاوات (GW) توربین بادی است و وزارت انرژی قصد دارد تا سال ۲۰۳۵ ظرفیت را تا حدود ۳۰ گیگاوات افزایش دهد.
شرکت دولتی تولید برق (شرکت الکتریک اورتیم EÜAŞ) حدود ۲۰ درصد از بازار را در اختیار دارد و شرکت‌های خصوصی زیادی هم وجود دارد. در سال ۲۰۲۲ بالاترین سهم انرژی بادی در روز، ۲۵ درصد در سال بود.
ساخت مزارع بادی جدید، ارزان‌تر از بهره‌برداری از نیروگاه‌های زغال سنگ موجود است که به واردات زغال سنگ وابسته هستند. با توجه به مدل‌سازی توسط مؤسسه کربن ترکر (Carbon Tracker)، تا سال ۲۰۲۷ تأسیسات بادی جدید ارزان‌تر از تمام نیروگاه‌های زغال سنگ موجود خواهد بود.

## تاریخچه

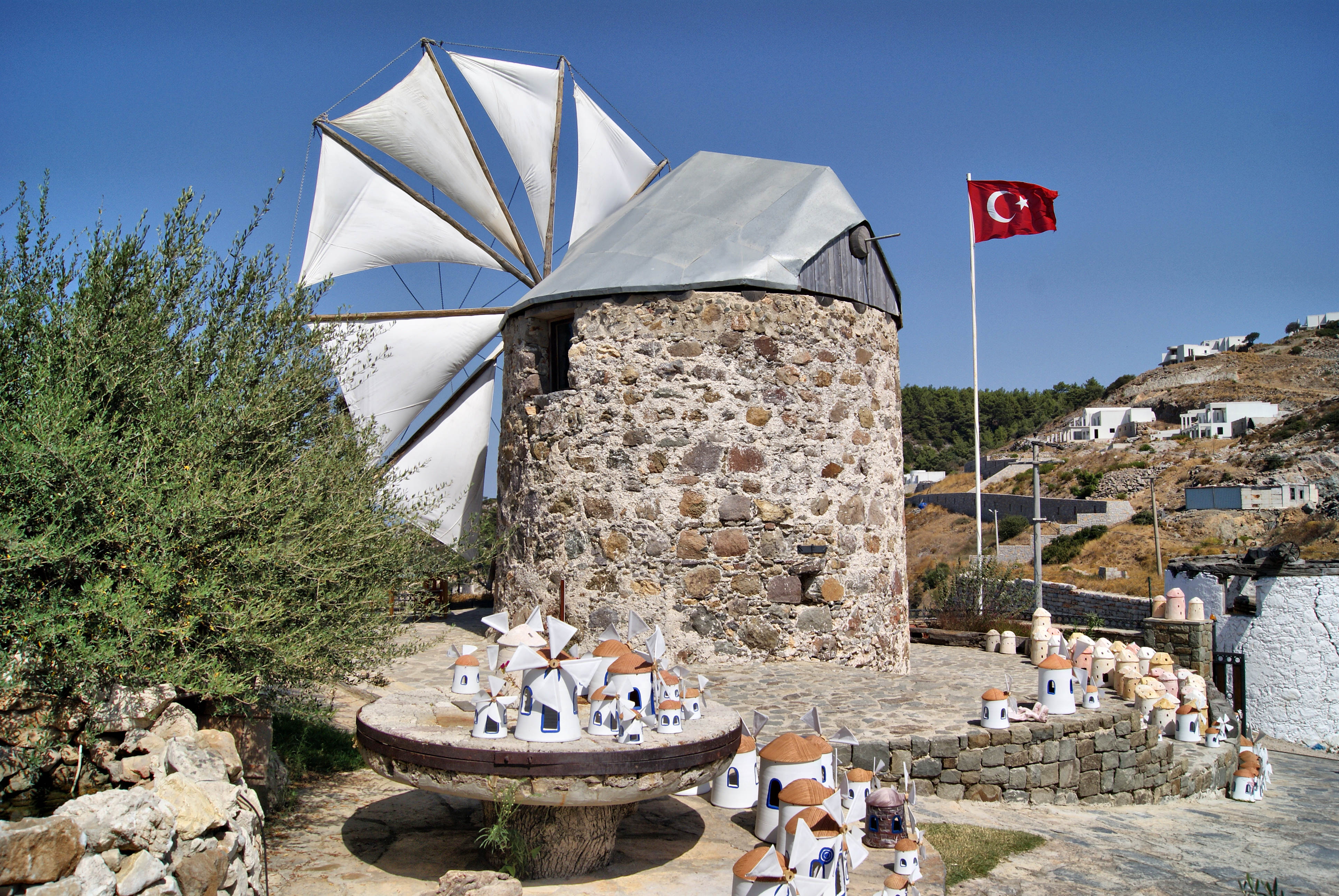
آسیاب بادی تاریخی در بودروم

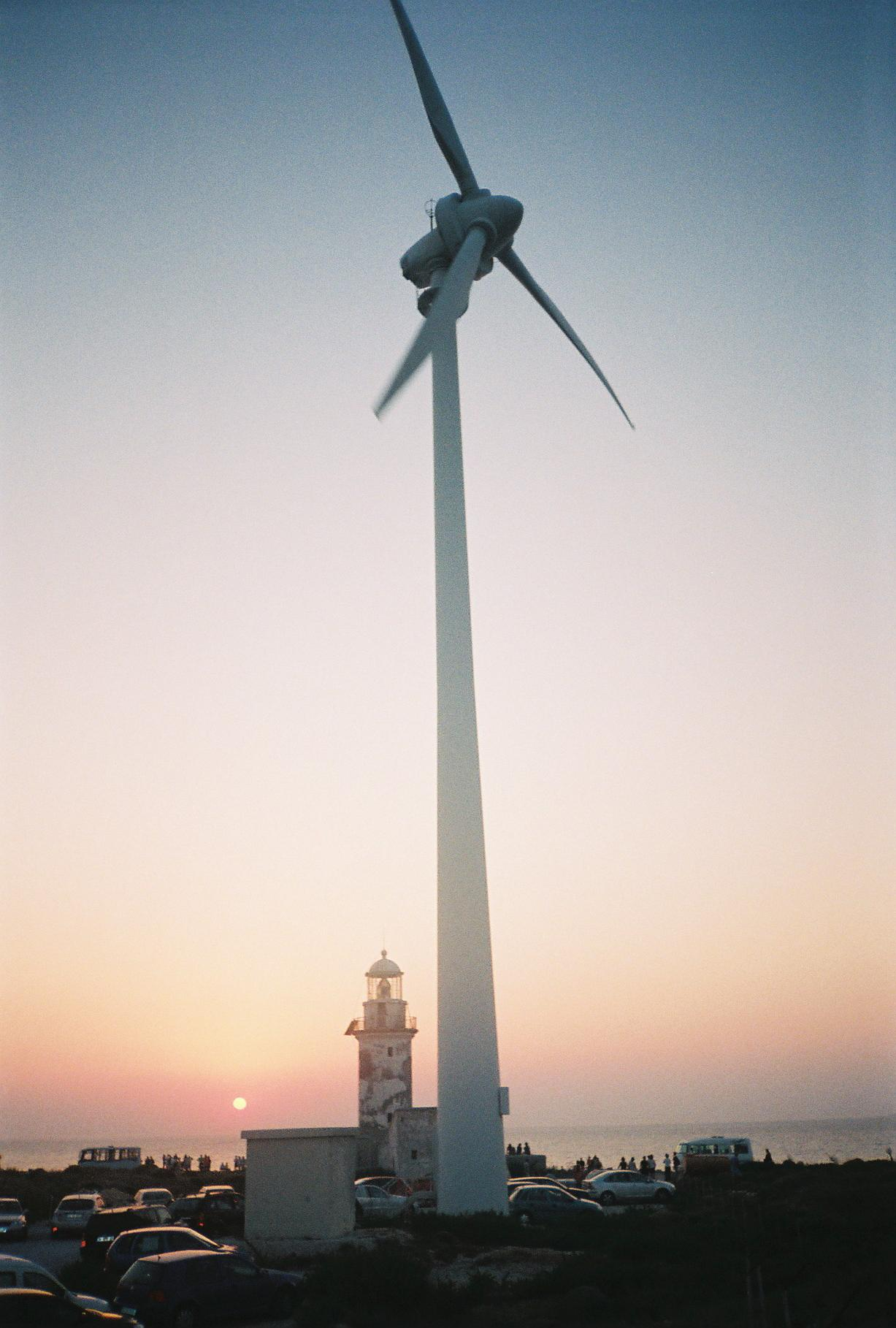
یک توربین بادی در جزیره (بُزجه‌آدا) در غرب کشور، جایی که بیشترین نیروی باد در آن متمرکز است.

برخی از اولین آسیاب‌های بادی ۴۰۰ سال پیش از سنگ ساخته شده‌اند. با استفاده از وزش باد دریای اژه، این آسیاب‌ها تا دهه ۱۹۷۰ برای آسیاب کردن گندم به آرد استفاده می‌شدند. در روزهای بادی، آسیاب می‌توانست تا ۲۰ کیسه گندم (حدود ۳۲۰ کیلوگرم) را در یک ساعت آسیاب کند و ذرت و جو را نیز آسیاب می‌کردند. این آسیاب‌های بادی تاریخی در شبه جزیره بدروم برای توسعه گردشگری بازسازی می‌شوند. به همین ترتیب، در بزجاآدا (Bozcaada)، دو آسیاب متروکه بازسازی شده و به عنوان جاذبه توریستی استفاده می‌شود.
اولین مزرعه بادی در سال ۱۹۹۸ در شهر ازمیر ساخته شد در حالی که ظرفیت نصب شده برق بادی در سال ۲۰۰۶، برابر ۱۹ مگاوات (MW) بود، تا سال ۲۰۰۷ به ۱۴۰ مگاوات و تا سال ۲۰۱۱ به بیش از ۱۶۰۰ مگاوات افزایش یافت. در دهه ۲۰۱۰ مقداری نیروی باد برای آفست کربن استفاده شد.
یک کارخانه توربین بادی در سال ۲۰۱۹ نیز در ازمیر تکمیل شد. :57 در سال ۲۰۲۰ ۱٫۶ میلیارد یورو در انرژی بادی ترکیه سرمایه‌گذاری شد. تولید هیبریدی در اوایل دهه ۲۰۲۰ محبوبیت بیشتری پیدا کرد.

## مزارع بادی
حدود ۳۰۰ مزرعه بادی در ترکیه وجود دارد که همگی در خشکی هستند، که در مجموع شامل حدود ۴۰۰۰ توربین بادی می‌باشد. در سال ۲۰۲۲ مجموع ظرفیت نصب شده از ۱۱ گیگاوات گذشت، و ضریب ظرفیت آن بالا و در حدود ۴۰۵ است.:68 شرکتی که بیشترین تولید نیروی بادی (نه مزرعه بادی تا سال ۲۰۲۲) را دارد، شرکت بروسان انرژی (Borusan EnBW Enerji) است که یک سرمایه‌گذاری مشترک بین Borusan و شرکت برق آلمان Energie Baden-Wurttemberg است. حداکثر توان تأسیسات بدون لیسانس ۵ مگاوات است. یک میلیارد یورو در سال ۲۰۲۱ سرمایه‌گذاری شد و ۱٫۴ گیگاوات ساخته شد که میانگین توان نامی بیش از ۵ گیگاوات بود که بالاتر از سایر کشورهای اروپایی در بخش خشکی بود.:24
تا سال ۲۰۲۱ بزرگ‌ترین مزرعه بادی کشورترکیه، نیروگاه بادی سوما و پس از آن کارابرون است.

## اثرات زیست‌محیطی
احداث مزارع بادی در مسیرهای مهاجرت پرندگان در سطح جهانی ممنوع است و این شامل مسیرهای مهاجرتی مهم مانند تنگه بسفر در استانبول، تنگه داردانل (چناق‌قلعه)، بلن در استان ختای، بورچکا در آرتوین) است که برخی از آنها مناطقی با سرعت باد زیاد هستند. به‌طور متوسط تخمین زده می‌شود که هر سال یک یا دو پرنده توسط هر توربین کشته می‌شوند که بیشتر پرندگان کوچک و متوسط هستند. با این حال، این مطالعه نشان داد که تعداد تلفات مربوط به تعداد پرندگان یا پرواز در نزدیکی توربین نیست. گزارش‌های اثرات زیست‌محیطی برای مزارع بادی بیش از ۵۰ مگاوات سخت‌گیرانه‌تر هستند.
از آنجایی که مزارع بادی نسبتاً جدید هستند و فرض بر این است که به مدت ۲۵ سال کار کنند، تأثیرات زیست‌محیطی چرخه حیات آنها، مانند اینکه چند درصد از فلزات مختلف بازیافت خواهند شد، هنوز دقیقاً مشخص نیست. با این حال، از آنجایی که برق آنها جایگزین برق نیروگاه‌های زغال سنگ و گاز می‌شود، مسلم است که آنها با کمک به محدود کردن انتشار گازهای گلخانه ای (GHG) توسط ترکیه، برای محیط زیست مفید هستند. انتشار گازهای گلخانه‌ای در طول چرخه حیات ۱۵ گرم eq/kWh برآورد شده است (در حالی که انرژی سوخت فسیلی چند صد گرم CO2 eq. /kWh منتشر می‌کند).

## اقتصاد
انجمن انرژی بادی ترکیه در سال ۲۰۲۱ اعلام کرد که بیش از ۲۰ هزار نفر به‌طور مستقیم در این بخش مشغول به کار هستند. بر اساس گزارش مه ۲۰۲۲ از اندیشکده Ember، باد و خورشید باعث ۷ میلیارد دلار واردات گاز در ۱۲ ماه گذشته شده است.

### تعرفه خرید تضمینی برق
از سال ۲۰۰۵، یک سیاست خرید تضمینی برق به لیره ترک وجود داشت که با جذب ضعیف از سوی بازار مواجه شد. پس از اینکه از سال ۲۰۱۱ تا ۲۰۲۰ این سیاست به دلار تعیین شد، این تعرفه با قوانین جدید دوباره به لیر بازگشت. این تعرفه‌ها به مدت ۱۰ سال اعمال می‌شود. برای جلب رضایت داخلی، پرداخت‌های اضافی هم وجود دارد.

### مزایده‌ها

تولید برق توسط باد (سبز) به کندی در حال افزایش است

در سال ۲۰۱۷، وزارت انرژی و منابع طبیعی یک پروژه سرمایه‌گذاری انرژی بادی به ارزش یک میلیارد دلار آمریکا راه اندازی و درخواست مناقصه صادر کرد. این پروژه، با عنوان یکا (YEKA)، برای احداث مزارع بادی در پنج منطقه مختلف در کشور با ظرفیت کل توان ۱ گیگاوات و حداقل ۳ تراوات ساعت انرژی تولید شده در سال بود که یک درصد افزایش تولید برق در ترکیه را ایجاد می‌کرد.
کنسرسیوم آلمانی-ترکیه (زیمنس-Türkerler- کالیون-تورکلر) کمترین قیمت را با ۳۴٫۸ دلار آمریکا در هر مگاوات ساعت ارائه داد. این کنسرسیوم به مدت ده سال در حال انجام تحقیق و توسعه بر روی پره‌های توربین بادی، طراحی ژنراتور، فناوری‌های مواد و تکنیک‌های تولید، نرم‌افزارها و گیربکس‌های نوآورانه است. تحقیق و توسعه توسط پنجاه پرسنل فنی انجام می‌شود که ۸۰ درصد آنها مهندسان ترک هستند و بودجه آن ۵ میلیون دلار در سال است.
در سال ۲۰۱۹، دومین مناقصه ۱ گیگاواتی برای چهار پروژه با ظرفیت برابر در بالیکسیر، چاناک‌قلعه، آیدین و موغلا، که همگی استان‌های ساحل غربی هستند، برگزار شد. در همان سال بانک اروپایی بازسازی و توسعه، ۱۰۰ میلیون دلار آمریکا در انرژی بادی و خورشیدی در ترکیه سرمایه‌گذاری کرد. تا سال ۲۰۲۲، قیمت مناقصه حدود ۴۰ دلار آمریکا در هر مگاوات ساعت بود. اتاق فکر Ember می‌گوید که سیاست انرژی باید برای انرژی خورشیدی و بادی بسیار بیشتر تغییر کند.
از آوریل ۲۰۲۲، قیمت عمده‌فروشی مولدهای کم‌هزینه‌تر مانند بادی محدود شده است که این می‌تواند نوعی مالیات بادآورده در نظر گرفته شود. تا سال ۲۰۲۲ مشخص نبود که آیا این پول یک مالیات عمومی خواهد بود یا برای یارانه دادن به مولدهای گران‌قیمت مانند گازی استفاده شود.
پروژه‌های تجاری مجوزهایی را با پیشنهادهای منفی دریافت کرده‌اند (به این معنی که شرکت‌ها برای کسب مجوز، به دولت هزینه پرداخت می‌کنند) و انتظار می‌رود در اواسط دهه ۲۰۲۰ فعال شوند.

### تولید
اتاقک‌های مولد به صورت محلی و توسط زیمنس تولید می‌شود، اما بیشتر توربین‌های بادی وارداتی هستند. بیش از نیمی از زنجیره تأمین از حدود ۸۰ شرکت محلی تأمین می‌شود. تخمین زده شده است که پتانسیل برای حدود ۲۴۰ میلیون تن هیدروژن سبز با برقکافت آب که توسط نیروی باد تولید می‌شود، وجود دارد.